# ویویان دندریج
ویویان دندریج (انگلیسی: Vivian Dandridge؛ ۲۲ آوریل ۱۹۲۱ – ۲۶ اکتبر ۱۹۹۱) هنرپیشه، و خواننده اهل ایالات متحده آمریکا بود. وی بین سال‌های ۱۹۳۳ تا ۱۹۷۰ میلادی فعالیت می‌کرد.